# Холодный, Пётр Иванович

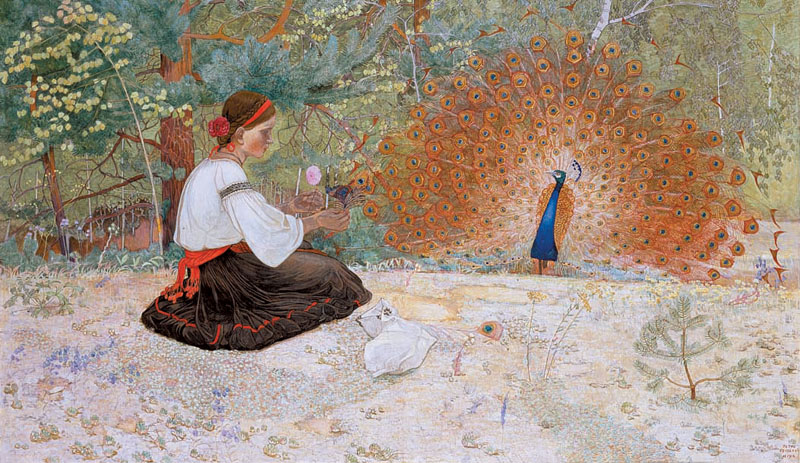
«Девушка и павлин». 1915 г.

Пётр Иванович Холодный (укр. Петро Іванович Холодний; 1875—1930) — украинский педагог и художник, государственный и общественный деятель.

## Биография
Родился 18 декабря 1875 года (по другим данным 1876 года) в городе Переяславль Полтавской губернии.
В 1894 году окончил Киевскую 4-ю гимназию. В старших классах стал занимался в Киевской рисовальной школе Н. Мурашко. Затем учился в Университете Св. Владимира, окончив его со специальностями математика и минералогия, и сразу же преподавал физику в Киевской технической школе. В начале 1900-х годов в числе группы учителей Пётр Холодный был основателем частной коммерческой школы в Киеве. С 1908 по 1917 годы он был директором этой школы, где обучались и его дети.
До 1910 года Холодный писал картины «для себя», его работы оценивала жена и дети. Впервые свои произведения он представил на художественной выставке в 1910 году в Киеве. В 1911 году вместе с профессиональными художниками В. Кричевским, Ф. Красицким и Н. Беляшевским при содействии А. Олеся Пётр Холодный основал «Организацию украинских пластиков». В 1917 году он участвовал в создании Национальной галереи в Киеве. А когда 18 марта 1917 года в городе была основана Первая Киевская украинская гимназия, её директором стал Холодный.
Кроме преподавательской и художественной работой, он занимался государственной и общественной деятельностью. В июне 1917 года было создано первое правительство независимой Украины — Генеральный секретариат, где генеральным секретарём по делам образования стал И. М. Стешенко, а его заместителем — П. И. Холодный. В конце 1917 года начала работать комиссия по созданию Украинской государственной Академии искусств, в неё вошёл и Пётр Холодный. Комиссия разработала статут и выбрала профессоров Академии, которая заработала в конце 1917 года (её торжественное открытие состоялось 5 декабря 1917 года).
В 1918 году Холодный был приглашен в правительство Украинской Народной Республики на должность министра образования. В октябре 1918 года он присутствовал на открытии Каменец-Подольского государственного университета. После ликвидации УНР он вместе с правительством эмигрировал в Тарнув в Западной Галиции, где оказался в польском лагере интернированных.
В 1922 году переехал во Львов и в том же году стал одним из основателей и руководителей художественного объединения «Кружок деятелей украинского искусства» (КДУИ), которое просуществовало до 1927 года.
Умер 7 июня 1930 года в Варшаве, куда приехал на лечение.

### Семья
- Жена[1] — Мария Петровна Иванова (1878—1959), родилась в семье морского офицера. В семье, в Киеве, родилось пятеро детей:
  - Пётр (1902—1990, Нью-Йорк) — художник украинской диаспоры в США[2];
  - Мария (1903—1989, Москва) — советская и украинская художница и скульптор;
  - Игорь (1904—1957, Москва) — окончил философский факультет Киевского государственного университета;
  - Галина (Ганна) (1908—1998, Москва);
  - Татьяна (1912—1979, Харьков) — украинская художница.

- Брат — Григорий Иванович Холодный.

## Труды

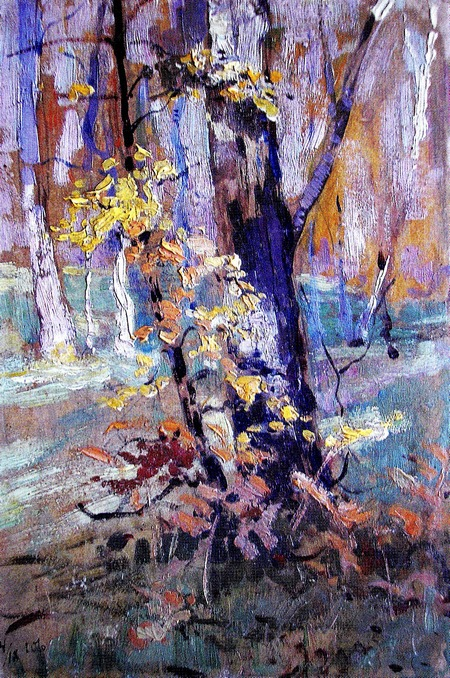
Картина «Колокольчики», 1912

В 1920-е годы П. И. Холодный в основном занимался художественным творчеством — писал иконы, выполнял росписи и проектировал витражи. Участвовал во львовских выставках (1922—1926) и на выставке украинской книжной продукции издательства «Западная Украина» (1929). В 1931 году в Национальном музее Львова состоялась мемориальная выставка Холодного, на которой было представлено более 350 произведений, написанных им за десять лет работы во Львове.
За свою жизнь Холодный создал порядка 400 разножанровых произведений. В 1952 году большинство его работ было уничтожено как «образцы буржуазного националистического искусства», настенные росписи — закрашены. На сегодня некоторая часть работ художника находится в музеях Львова и Винницы, оставшиеся хранятся в частных коллекциях Украины, Канады, Германии, США и Чешской республики.